# Euchloe bazae
Euchloe bazae is een vlindersoort uit de familie van de Pieridae (witjes), onderfamilie Pierinae.
Euchloe bazae werd in 1993 beschreven door Fabiano.
De soort is alleen bekend van geïsoleerde gebieden in het oosten van Spanje. De soort vliegt op hoogtes tussen 150 en 1000 meter boven zeeniveau. Op de Rode Lijst van de IUCN staat de soort beschreven als "Kwetsbaar".